# Nemesgulács
Nemesgulács là một thị trấn thuộc hạt Veszprém, Hungary. Thị trấn này có diện tích 8,35 km², dân số năm 2010 là 979 người, mật độ 117 người/km².